# Наследственная трансмиссия
Наследственная трансмиссия представляет собой переход права на принятие наследования, то есть, если наследник, призванный к наследованию по завещанию или по закону, умер после открытия наследства, не успев его принять в установленный срок, право на принятие причитавшегося ему наследства переходит к его наследникам по закону, а если всё наследственное имущество было завещано — к его наследникам по завещанию (согласно ст. 1156 Гражданского кодекса РФ).
Право на обязательную долю в случае наследственной трансмиссии не применяется. Заявление о вступлении в наследство подается по месту смерти первого наследодателя. Право на принятие наследства в порядке наследственной трансмиссии не входит в состав наследства, открывшегося после смерти такого наследника.